# Championnat d'Italie de football 1924-1925
Navigation
Édition précédente Édition suivante
La saison 1924-1925 du Championnat d'Italie de football est la vingt-cinquième édition du championnat italien de première division.
Le FBC Bologne est sacré champion d'Italie à la fin de la saison pour la première fois de son histoire.

## Barème des classements
Le classement est établi sur le barème de points suivant :
- Victoire : 2 points
- Match nul : 1 points
- Défaite, forfait ou abandon du match : 0 point

## Compétition

### Ligue du Nord

#### Groupe A
| Rang | Équipe    | Pts | J  | G  | N | P  | Bp | Bc | Diff |
| ---- | --------- | --- | -- | -- | - | -- | -- | -- | ---- |
| 1.   | Genoa     | 30  | 22 | 13 | 4 | 5  | 48 | 23 | +25  |
| 2.   | Modène    | 29  | 22 | 13 | 3 | 6  | 41 | 24 | +17  |
| 3.   | Casale    | 27  | 22 | 12 | 3 | 7  | 37 | 30 | +7   |
| 4.   | Inter     | 25  | 22 | 12 | 1 | 9  | 44 | 37 | +7   |
| 4.   | Pise      | 25  | 22 | 11 | 3 | 8  | 32 | 28 | +4   |
| 6.   | Torino    | 24  | 22 | 9  | 6 | 7  | 30 | 25 | +5   |
| 7.   | Cremonese | 22  | 22 | 9  | 4 | 9  | 28 | 34 | -6   |
| 8.   | Reggiana  | 20  | 22 | 9  | 2 | 11 | 36 | 42 | -6   |
| 9.   | Vérone    | 18  | 22 | 6  | 6 | 10 | 33 | 42 | -9   |
| 10.  | Brescia   | 17  | 22 | 7  | 3 | 12 | 27 | 34 | -7   |
| 11.  | Legnano   | 15  | 22 | 5  | 5 | 12 | 18 | 29 | -11  |
| 12.  | Spezia    | 12  | 22 | 4  | 4 | 14 | 20 | 46 | -26  |

| Légende | Légende                         |
| ------- | ------------------------------- |
|         | Finale de la Ligue du Nord      |
|         | Relégation en Seconda Divisione |

#### Groupe B
| Rang | Équipe          | Pts | J  | G  | N  | P  | Bp | Bc | Diff |
| ---- | --------------- | --- | -- | -- | -- | -- | -- | -- | ---- |
| 1.   | Bologne         | 34  | 24 | 15 | 4  | 5  | 53 | 22 | +31  |
| 2.   | Pro Vercelli    | 32  | 24 | 13 | 6  | 5  | 56 | 29 | +27  |
| 2.   | Juventus        | 32  | 24 | 12 | 8  | 4  | 38 | 21 | +17  |
| 4.   | Padova          | 29  | 24 | 12 | 5  | 7  | 51 | 34 | +17  |
| 5.   | Livourne        | 25  | 24 | 9  | 7  | 8  | 45 | 41 | +4   |
| 5.   | Alessandria     | 25  | 24 | 8  | 9  | 7  | 27 | 30 | -3   |
| 7.   | Novare          | 22  | 24 | 6  | 10 | 8  | 26 | 30 | -4   |
| 8.   | Milan           | 21  | 24 | 10 | 1  | 13 | 45 | 51 | -6   |
| 8.   | Andrea Doria    | 21  | 24 | 9  | 3  | 12 | 26 | 33 | -7   |
| 10.  | Sampierdarenese | 20  | 24 | 7  | 6  | 11 | 24 | 32 | -8   |
| 11.  | Mantova         | 19  | 24 | 8  | 3  | 13 | 38 | 53 | -15  |
| 11.  | SPAL            | 19  | 24 | 7  | 5  | 12 | 26 | 50 | -24  |
| 13.  | Derthona FBC    | 13  | 24 | 4  | 5  | 15 | 25 | 54 | -29  |

| Légende | Légende                         |
| ------- | ------------------------------- |
|         | Finale de la Ligue du Nord      |
|         | Relégation en Seconda Divisione |
|         | Barrage de relégation           |

Barrage de relégation
Le SPAL Ferrare et Mantova, comptant le même nombre de points à l'issue de cette phase, s'affrontent le 30 août 1925 à Milan.
| Équipe 1 | Résultat | Équipe 2 |
| -------- | -------- | -------- |
| Mantova  | 3-1 a.p. | SPAL     |

Le SPAL Ferrare est relégué en deuxième division.

#### Finale de la Ligue du Nord
Les vainqueurs des groupes A et B s'affrontent en finale aller-retour. L'aller a lieu le 24 mai 1925 à Bologne et le retour le 31 mai 1925 à Gênes. En cas d'égalité, un ou plusieurs matchs d'appui si nécessaire sont joués. Après trois matchs d'appui, la victoire revient à Bologne qui se qualifie pour la finale nationale.
Finale
| Équipe 1 | Résultat | Équipe 2 | Aller | Retour |
| -------- | -------- | -------- | ----- | ------ |
| Bologne  | 3-3      | Genoa    | 1-2   | 2-1    |

Matchs d'appui
| Équipe 1 | Résultat | Équipe 2 | Date           | Lieu  |
| -------- | -------- | -------- | -------------- | ----- |
| Bologne  | 2-2      | Genoa    | 7 juin 1925    | Milan |
| Genoa    | 1-1      | Bologne  | 5 juillet 1925 | Turin |
| Bologne  | 2-0      | Genoa    | 9 août 1925    | Milan |

### Ligue du Sud

#### Première phase de la Ligue du Sud

##### Championnat de Campanie
| Rang | Équipe          | Pts | J | G | N | P | Bp | Bc | Diff |
| ---- | --------------- | --- | - | - | - | - | -- | -- | ---- |
| 1.   | Savoia          | 9   | 6 | 4 | 1 | 1 | 11 | 6  | +5   |
| 2.   | Cavese          | 8   | 6 | 3 | 2 | 1 | 9  | 3  | +6   |
| 3.   | Internaples     | 7   | 6 | 2 | 3 | 1 | 9  | 7  | +2   |
| 4.   | Salernitanaudax | 0   | 6 | 0 | 0 | 6 | 1  | 14 | -13  |

| Légende | Légende                          |
| ------- | -------------------------------- |
|         | Seconde phase de la Ligue du Sud |

##### Championnat du Latium
| Rang | Équipe         | Pts | J | G | N | P | Bp | Bc | Diff |
| ---- | -------------- | --- | - | - | - | - | -- | -- | ---- |
| 1.   | Alba Rome      | 12  | 8 | 5 | 2 | 1 | 15 | 7  | +8   |
| 2.   | Lazio Rome     | 11  | 8 | 5 | 1 | 2 | 20 | 10 | +10  |
| 3.   | Fortitudo Rome | 10  | 8 | 4 | 2 | 2 | 20 | 11 | +9   |
| 4.   | Audace Rome    | 5   | 8 | 2 | 1 | 5 | 16 | 26 | -10  |
| 5.   | SS Pro Rome    | 2   | 8 | 0 | 2 | 6 | 4  | 21 | -17  |

| Légende | Légende                          |
| ------- | -------------------------------- |
|         | Seconde phase de la Ligue du Sud |

##### Championnat des Pouilles
| Rang | Équipe             | Pts | J  | G | N | P | Bp | Bc | Diff |
| ---- | ------------------ | --- | -- | - | - | - | -- | -- | ---- |
| 1.   | Pro Italia Taranto | 15  | 10 | 7 | 1 | 2 | 22 | 8  | +14  |
| 2.   | Liberty Bari       | 15  | 10 | 7 | 1 | 2 | 24 | 9  | +15  |
| 3.   | Audace Taranto     | 13  | 10 | 5 | 3 | 2 | 20 | 8  | +12  |
| 4.   | Ideale Bari        | 11  | 10 | 4 | 3 | 3 | 13 | 12 | +1   |
| 5.   | US Tarantina       | 3   | 10 | 1 | 1 | 8 | 8  | 21 | -13  |
| 6.   | Bari FC            | 3   | 10 | 0 | 3 | 7 | 2  | 31 | -29  |

| Légende | Légende                          |
| ------- | -------------------------------- |
|         | Seconde phase de la Ligue du Sud |
|         | Relégation en Seconda Divisione  |

##### Championnat de Sicile
| Rang | Équipe  | Pts | J | G | N | P | Bp | Bc | Diff |
| ---- | ------- | --- | - | - | - | - | -- | -- | ---- |
| 1.   | Messine | 4   | 2 | 2 | 0 | 0 | 3  | 0  | +3   |
| 2.   | Palerme | 0   | 0 | 0 | 0 | 2 | 0  | 3  | -3   |

| Légende | Légende                          |
| ------- | -------------------------------- |
|         | Seconde phase de la Ligue du Sud |

#### Seconde phase de la Ligue du Sud

##### Groupe A
| Rang | Équipe             | Pts | J | G | N | P | Bp | Bc | Diff |
| ---- | ------------------ | --- | - | - | - | - | -- | -- | ---- |
| 1.   | Ancône             | 8   | 6 | 3 | 2 | 1 | 12 | 9  | +3   |
| 1.   | Lazio Rome         | 8   | 6 | 3 | 2 | 1 | 13 | 8  | +5   |
| 3.   | Savoia             | 5   | 6 | 1 | 3 | 2 | 5  | 8  | -3   |
| 4.   | Pro Italia Taranto | 3   | 6 | 1 | 1 | 4 | 5  | 10 | -5   |

| Légende | Légende                                   |
| ------- | ----------------------------------------- |
|         | Playoff pour la finale de la Ligue du Sud |

Playoff pour la finale régionale
Ancône et la Lazio Rome, comptant le même nombre de points à l'issue de cette phase, s'affrontent à Naples le 28 juin 1925.
| Équipe 1 | Résultat | Équipe 2   |
| -------- | -------- | ---------- |
| Ancône   | 1-0      | Lazio Rome |

Ancône se qualifie pour la finale de la Ligue du Sud.

##### Groupe B
| Rang | Équipe       | Pts | J | G | N | P | Bp | Bc | Diff |
| ---- | ------------ | --- | - | - | - | - | -- | -- | ---- |
| 1.   | Alba Rome    | 11  | 6 | 5 | 1 | 0 | 21 | 2  | +19  |
| 2.   | Cavese       | 8   | 6 | 3 | 2 | 1 | 6  | 7  | -1   |
| 3.   | Liberty Bari | 3   | 6 | 1 | 1 | 3 | 4  | 12 | -8   |
| 4.   | Messine      | 2   | 6 | 0 | 2 | 4 | 2  | 11 | -9   |

| Légende | Légende                   |
| ------- | ------------------------- |
|         | Finale de la Ligue du Sud |

#### Finale de la Ligue du Sud
Les vainqueurs des groupes A et B s'affrontent en finale aller-retour. L'aller a lieu le 5 juillet 1925 à Ancône et le retour le 12 juillet 1925 à Rome. L'Alba Rome se qualifie au terme de ces deux matchs pour la finale nationale.
| Équipe 1 | Résultat | Équipe 2  | Aller | Retour |
| -------- | -------- | --------- | ----- | ------ |
| Ancône   | 1-4      | Alba Rome | 1-3   | 0-1    |

### Finale nationale
La finale nationale, jouée en matchs aller-retour, voit s'affronter les vainqueurs des Ligues Nord et Sud, que sont le FBC Bologne et l'Alba Rome. L'aller a lieu le 16 août 1925 à Bologne et le retour le 23 août 1925 à Rome.
| Équipe 1 | Résultat | Équipe 2  | Aller | Retour |
| -------- | -------- | --------- | ----- | ------ |
| Bologne  | 6-0      | Alba Rome | 4-0   | 2-0    |

Le FBC Bologne est sacré champion d'Italie 1924-1925.